# Erica eriocephala
Erica eriocephala är en ljungväxtart som beskrevs av Jean-Baptiste de Lamarck. Erica eriocephala ingår i släktet klockljungssläktet, och familjen ljungväxter. Inga underarter finns listade i Catalogue of Life.